# نويان (كيبك)
نويان (بالإنجليزية: Noyan, Quebec)‏ هي بلدية محلية في كيبيك تقع في كندا في Le Haut-Richelieu Regional County Municipality. يقدر عدد سكانها بـ 1,297 نسمة ومساحتها 50.00 كم2 .